# Петър Кружич
Петър Кружич (на хърватски: Petar Kružić) († 1537) е хърватски княз и в продължение на над две десетилетия в началото на XVI в. капитан на бранителите на крепостта Клис срещу османското нашествие.

## Защитник на Клис
Кружич се присъединява към защитниците на Клис през 1513 г. Около 1518/1519 г. е назначен за капитан на отбраната на крепостта от бан Петър Бериславич. През 1521 г. е избран за капитан на град Сен заедно с Гъргур Орлович и двамата действат съвместно до гибелта на Орлович в битката при Мохач през 1526 г.
През февруари 1524 г. османците обсаждат крепостта Клис с 3000 души войска. Укреплението устоява повече от два месеца в очакване на помощта, която ще доведе Кружич. Действително Петър Кружич само няколко дни преди започването на обсадата заминава за Сен и набира армия от 1500 пешаци, 60 кавалеристи и 40 кораба, и с тези сили, както и с изпратени от папата провизии и муниции, през април напада турците откъм Солин и унищожава армията им. За тази си победа той е награден от унгарския крал Лайош II със замъка Брезница. От този момент обаче Клис е под постоянна заплаха от ново османско нападение заради важното си стратегическо положение откриващо път към вътрешността на Далмация. Помощта, която изпраща крал Фердинанд I, е недостатъчна, за което свидетелства и посланието на Кружич до него от 1528 г.:
| „ | „Умираме от глад и всякакви неволи. Нека Ваша милост знае, че съм дал всичко, което съм имал – блага, вяра и душа, и вече не ми остана нищо, което да дам. Знайте, че докато съм бил жив, съм бранил градовете на Ваша светлост.“ | “ |

На 4 юли 1532 г. в отсъствието на Кружич, търсещ в това време подкрепа от съюзници, голяма турска армия под предводителството на венецианеца на османска служба Никола Куерини завзема Клис с помощта на предател. Скоро след това Петър Кружич се връща с 2000 бойци набрани от град Анкона и отвоюва крепостта. На 18 септември същата година той превзема турското укрепление в Солин и опитва да убеди крал Фердинанд I да издигне там нова крепост, за да поеме контрола върху областта, но кралят отказва да вземе мерки.
След няколко неуспешни атаки през 1535 г. турците опитват да превземат Клис отново чрез предателство. Те подкупват ускока Мате Твърдосалич да ги заведе в крепостта, но Твърдосалич ги измамва и предупреждава защитниците на Клис за турския план. Когато турците пристигат на уговореното място, за да ги преведе тайно зад крепостните стени, там ги очакват бранителите и ги избиват.
В края на август 1536 г. османците събират многочислена армия. Те поправят крепостта на Солин, която три години по-рано Петър Кружич е отвоювал, но поради отказа на крал Фердинанд I да помогне тя е останала запусната и в лошо състояние. Освен това османците издигат още две нови укрепления като по този начин обкръжават напълно Клис. Твърдината е под постоянна атака, но бранителите все още удържат укреплението с помощта на ускоците.
През март 1537 г. пристига подкрепление от 3000 германски войници на крал Фердинанд I и 700 италиански бойци на папа Павел III. Петър Кружич повежда свежите сили и успява да разруши две от турските укрепления, когато пристига 2-хилядна турска войска под предводителството на капитан Мурат бей Тардич, хърватин по рождение, обърнат в исляма. Турците нападат с ожесточени крясъци вдигайки силен шум и германските и италианските войници, мислейки че османците са много повече на брой, започват да отстъпват към корабите на брега. Петър Кружич напразно се опитва да спре християнската войска. Останал сам със своите ускоци, обкръжен от османците, на 12 март 1537 г. той загива в жестокия бой. Турците отсичат главата му, а тялото му е погребано в църквата на Търсат, днес част от град Риека. По-късно сестра му Елена откупва главата му от турците и я поставя в гробницата при тленните му останки. На гробницата е поставена паметна плоча, на която на латински е изписано:
| „ | HOC PETRI CRVSSICH MARMOR TEGIT OSSA PEREMPTI PROH DOLOR A TVRCIS, QVOS SEGNA, CLISSAQVE NVNQVAM VIVENTE TIMVIT. MORS CORPVS, SPITITVS ASTRA POSSIDET ET CESTAS CELEBRAT RES FAMA PERENNIS SVPERSTES& ELOGIVM PIE APPOSITVM MAVSOLEO CLARISSIMI EQVITIS AVREATI PETRI CRVSSICH MDXXXVII. | “ |

В превод на български:
| „ | „Тази каменна плоча покрива костите на Петър Кружич, когото турците погубиха. Докато аз бях жив, Сен и Клис не се бояха от турците. Земята взе неговото тяло, небето – душата му. А неговото юначество блести в света с неумираща слава. Този надпис е поставен на гроба на витяза Петър Кружич в година 1537.“ | “ |

След смъртта на Петър Кружич защитниците на Клис, страдащи от липса на вода в обсадената крепост, се предават в замяна на живота си. Така пада последната християнска крепост южно от Велебит и цяла Южна Хърватия попада под османска власт.

## Потомство
Хърватският историограф Радослав Лопашич (1835 – 1893) пише, че роднини на Петър Кружич през 1533 г. живеят в градчето Велика Кладуша (днес в Босна и Херцеговина), а през втората половина на XVI в. се заселват в село Задобарйе (днес в община Карловац).
Потомците на Петър Кружич, сред които и Иван Кружич, който през 1650 г. е съдия на Загребска жупания, запазват родовото си име и съхраняват в семейния си архив писма и документи за техния произход, макар и повечето от тях да са живели като обикновени селяни.
Съпругата на Петър Кружич се казва Йеролима Кружич и е известно, че децата му носят имената Франьо, Яков и Иван.